# Чемпионат мира по шоссейным велогонкам 2023
96-й чемпионат мира по шоссейному велоспорту проходил в британском городе Глазго (Шотландия) с 5 по 13 августа 2023 года. Он стал пятым на территории Великобритании. 
В рамках чемпионата были проведены шоссейные групповые гонки и индивидуальные гонки на время с раздельного старта среди мужской и женской элиты, гонщиков до 23 лет (U23) и юниоров (U19), а также эстафетная смешанная командная гонка на время.

## Детали
В начале февраля 2019 года UCI объявил, что чемпионат мира по шоссейному велоспорту пройдёт в Глазго и впервые в истории будет проведён в рамках объединённого Чемпионата мира по велоспорту. Из-за этого впервые с 1995 года чемпионат мира по шоссейному велоспорту прошёл не в привычное для себя время: в конце сентября — начале октября, а в начале августа и всего через две недели после окончания Тур де Франс.
Титулы в групповой и индивидуальной гонке среди женщин до 23 лет разыгрывались в рамках женских гонок среди элиты.
Список участников был опубликованный 30 июля и включал гонщиков из 107 федераций — членов UCI, что установило новый рекорд в истории чемпионатов мира. Помимо этого пять гонщиков из Афганистана и Сирии выступали за команду беженцев. При этом некоторые афганские велогонщики выступали непосредственно за сборную Афганистана. К ним добавилась команда World Cycling Centre, которая принимала участие в смешанной эстафете.

## Маршрут

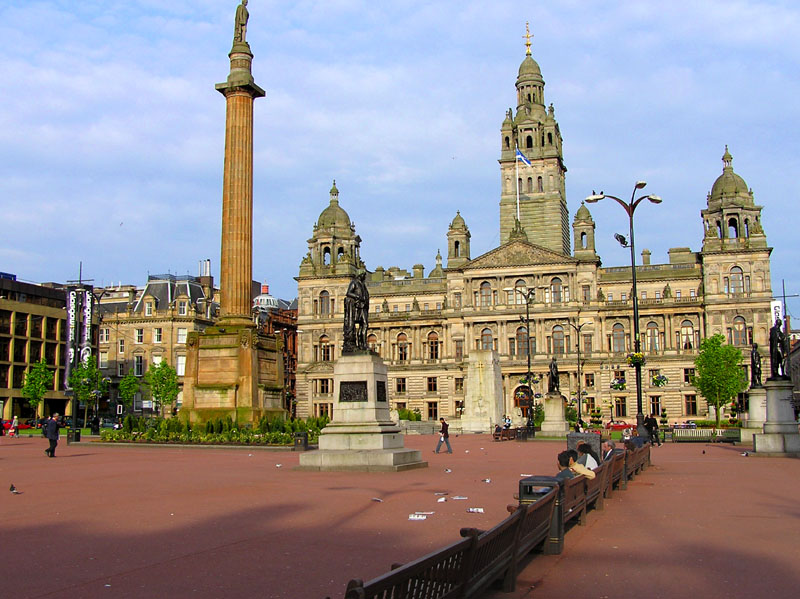
Место финиша всех групповых гонок в Глазго на Джордж-сквер

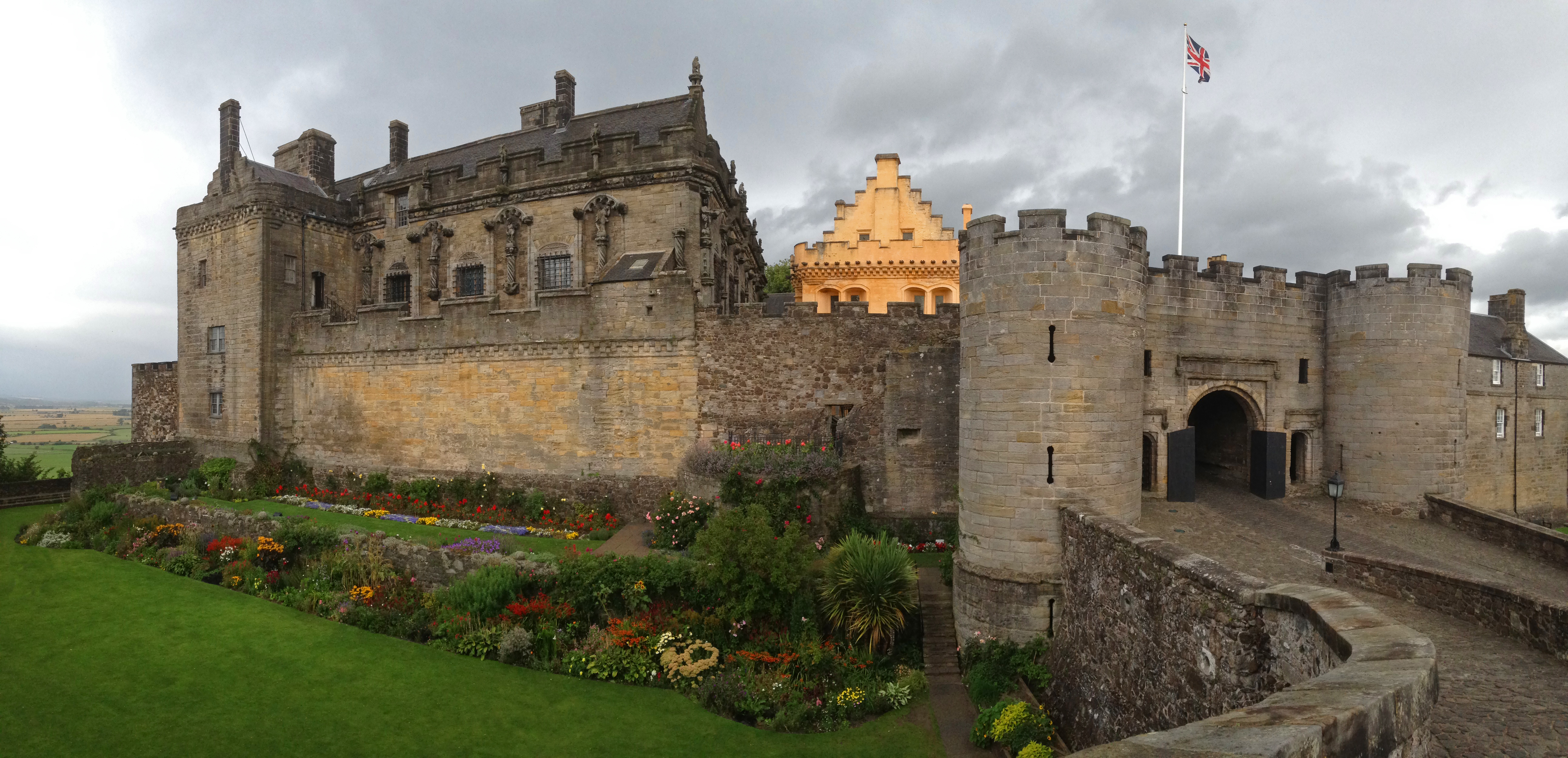
Место финиша всех индивидуальных гонок в замке Стерлинг

Первые детали маршрута были объявлены во время чемпионата мира по шоссейному велоспорту 2022 года, а точные маршруты — в марте 2023 года.

#### Групповая гонка
Основной частью всех групповых гонок был круг протяжённостью 14,3 км в Глазго, большая часть которого ранее использовалась в шоссейных гонках на чемпионате Великобритании 2013 года, Играх Содружества 2014 года и чемпионате Европы 2018 года. Однако трасса начиналась на Джордж-сквер, а не в Глазго Грин. Затем она направлялась к парку Кельвингроув через — среди прочего — Квин-стрит, Аргайл-стрит, Бьюкенен-стрит, Сент-Винсент-стрит, Норт-стрит и Сошихолл-стрит. Выехав из парка, гонщики проезжали мимо Университета Глазго, прежде чем спуститься в Вест-Энд на Байрес-роуд. Проехав во второй раз через парк Кельвингроув и далее через Парковый район, гонщики возвращались к центру города. После этого по Роттенроу, Хай-стрит, Ингрэм-стрит и Джордж-стрит достигали Монтроуз-стрит, подъёма протяжённостью 200 метров со градиентом почти 10%. Преодолев его гонщики спускались обратно в Джордж-сквер, затем проезжали железнодорожную станцию Глазго-Куин-Стрит и Нельсон-Мандела-сквер после которых следовала пара 90-градусных левых поворотов перед финишной прямой. Количество кругов зависело от гонки.
Мужская групповая гонка среди элиты стартовала в Холируд-парке Эдинбурга в направлении Файфа через Квинсферри-Кроссинг. Затем проследовала вдоль залива Ферт-оф-Форт и пересекла устье реки по мосту Клакманнаншир в округе Фолкерк. Далее через Фолкерк, Боннибридж, Денни и Финтри к подъёму Crow Road (5,7 км со средним градиентом 4,2%). После этого следовал спуск через Леннокстаун, Торранс и Бэрсден в Глазго с выходом основной круг гонки.
Групповые гонки среди мужчин до 23 лет и женщин стартовали на берегах озера Лох-Ломонд в Баллоке. Сначала прошла по дороге A811 в национальном парке Лох-Ломонд-энд-те-Троссахс до Гарточарна и Драймена, затем через Балфрон и Финтри к подъёму Crow Road и далее выходила на маршрут мужская элитной гонки. Обе юниорские гонки будут проводились только на основном круге.

### Смешанная эстафета
Смешанная эстафета проводилась на трассе слегка изменённого основного круга для групповых гонок, что увеличило его протяжённостью с 14,3 км до 20,15 км, который предстояло по разу на мужском и женском этапе. Сначала между Байрес-роуд и Хай-стрит После маршрут простирался по дороге A82 между Хиллхедом и Кельвинсайдом. А перед к подъёмом Crow Road делала дополнительную петлю в Глазго-Грин вдоль реки Клайд и через Солтмаркет выходила на исходный маршрут.

#### Индивидуальная гонка
Все индивидуальные гонки с проводились в Стерлинге и его окрестностях финишируя в замке Стерлинг, преодолевая на последних 750 м подъём с градиентом 6%. Мужчины до 23 лет и женщин после старта следовали по дороге A811 из Стерлинга в сторону Гарганнока. После поворота направо маршрут направлялся к сафари-парку Блэра Драммонда, а затем по местным дорогам возвращался к дороге A811 в другом направлении. Далее сначала поворачивала в Гарганнок, а затем во второй раз в сторону Камбусбаррона через Тач-роуд, проходя возле Тач-Хауса возвращалась в Стерлинг.
Мужская гонка среди элиты использовал чуть удленённый маршрут. Ппосле первой четверти дистанции она направлялась в деревню Торнхилл, далее маршрут проходил через национальный природный заповедник Фландерс-Мосс и снова выходил на дорогу A811 в том же направлении. Не доезжая деревни Арнприор трасса поворачивала назад и пройдя Киппен возвращалась к маршруту гонок среди женщий и U23.
Юниоры сначала следовали по дороги A811 около 10 километров до Гаргуннока, юниорки до Тач-роуд и далее возвращалась в Стерлинг по маршруту гонок среди элитных и U23.

## Программа чемпионата
Время местное (UTC+01:00).
| Дата                      | Время | Время | Дисциплина         | Маршрут             | Дистанция | Круги |
| ------------------------- | ----- | ----- | ------------------ | ------------------- | --------- | ----- |
| Групповые гонки           |       |       |                    |                     |           |       |
| 5 августа                 | 10:00 | 12:00 | Юниорки            | Глазго — Глазго     | 70,0 км   | 5     |
| 5 августа                 | 13:00 | 16:00 | Юниоры             | Глазго — Глазго     | 127,2 км  | 9     |
| 6 августа                 | 09:30 | 16:00 | Мужчины            | Эдинбург — Глазго   | 271,1 км  | 10    |
| Смешанная командная гонка |       |       |                    |                     |           |       |
| 8 августа                 | 13:00 | 16:00 | Смешанная эстафета | Глазго — Глазго     | 40,3 км   | 2     |
| Индивидуальные гонки      |       |       |                    |                     |           |       |
| 9 августа                 | 14:30 | 17:00 | Мужчины U23        | Стерлинг — Стерлинг | 36,4 км   | N/A   |
| 10 августа                | 11:15 | 13:00 | Юниорки            | Стерлинг — Стерлинг | 13,6 км   | N/A   |
| 10 августа                | 14:00 | 16:30 | Женщины            | Стерлинг — Стерлинг | 36,4 км   | N/A   |
| 10 августа                | 14:00 | 16:30 | Женщины U23        | Стерлинг — Стерлинг | 36,4 км   | N/A   |
| 11 августа                | 10:00 | 12:30 | Юниоры             | Стерлинг — Стерлинг | 23,0 км   | N/A   |
| 11 августа                | 14:35 | 17:00 | Мужчины            | Стерлинг — Стерлинг | 48,1 км   | N/A   |
| Групповые гонки           |       |       |                    |                     |           |       |
| 12 августа                | 12:00 | 16:00 | Мужчины U23        | Баллоч — Глазго     | 168,4 км  | 7     |
| 13 августа                | 12:00 | 16:00 | Женщины            | Баллоч — Глазго     | 154,1 км  | 6     |
| 13 августа                | 12:00 | 16:00 | Женщины U23        | Баллоч — Глазго     | 154,1 км  | 6     |

## Результаты
| Велогонка            | Золото                                                                          | Серебро                                                                         | Бронза                                                                                    |
| -------------------- | ------------------------------------------------------------------------------- | ------------------------------------------------------------------------------- | ----------------------------------------------------------------------------------------- |
| Командная гонка      |                                                                                 |                                                                                 |                                                                                           |
| Смешанная эстафета   | Швейцария                                                                       | Франция                                                                         | Германия                                                                                  |
| Смешанная эстафета   | Стефан Биссеггер Штефан Кюнг Мауро Шмид Элис Чаббей Николь Коллер Марлен Рёссер | Бруно Армирайл Реми Каванья Бриан Кокар Одри Кордон Седрин Кербаол Жюльетт Лабу | Мигель Хайдеманн Янник Штаймле Макс Вальшайд Рикарда Бауернфейнд Лиза Кляйн Франциска Кох |
| Мужская элита        |                                                                                 |                                                                                 |                                                                                           |
| Групповая гонка      | Матье Ван дер Пул · Нидерланды                                                  | Ваут ван Арт · Бельгия                                                          | Тадей Погачар · Словения                                                                  |
| Индивидуальная гонка | Ремко Эвенепул · Бельгия                                                        | Филиппо Ганна · Италия                                                          | Джошуа Тарлинг · Великобритания                                                           |
| Женская элита        |                                                                                 |                                                                                 |                                                                                           |
| Групповая гонка      | Лотте Копеки · Бельгия                                                          | Деми Воллеринг · Нидерланды                                                     | Сесилие Уттруп Лудвиг · Дания                                                             |
| Индивидуальная гонка | Хлоя Дайгерт · США                                                              | Грейс Браун · Австралия                                                         | Кристина Швайнбергер · Австрия                                                            |
| Мужчины U23          |                                                                                 |                                                                                 |                                                                                           |
| Групповая гонка      | Аксель Лоранс · Франция                                                         | Антонио Моргадо · Португалия                                                    | Мартин Сврчек · Словакия                                                                  |
| Индивидуальная гонка | Лоренцо Милеси · Италия                                                         | Алек Сегерт · Бельгия                                                           | ЛХэмиш Маккензи · Австралия                                                               |
| Женщины U23          |                                                                                 |                                                                                 |                                                                                           |
| Групповая гонка      | Ката Бланка Вас · Венгрия                                                       | Ширин ван Анрой · Нидерланды                                                    | Анна Шекли · Великобритания                                                               |
| Индивидуальная гонка | Антонина Нидермайер · Германия                                                  | Седрин Кербаоль · Франция                                                       | Жюли Де Вилде · Бельгия                                                                   |
| Юниоры               |                                                                                 |                                                                                 |                                                                                           |
| Групповая гонка      | Альберт Витен Филипсен · Дания                                                  | Пауль Фицке · Германия                                                          | Феликс Эрн-Кристофф · Норвегия                                                            |
| Индивидуальная гонка | Оскар Чемберлен · Австралия                                                     | Бен Уиггинс · Великобритания                                                    | Луи Ледер · Германия                                                                      |
| Юниорки              |                                                                                 |                                                                                 |                                                                                           |
| Групповая гонка      | Жули Бего · Франция                                                             | Кэт Фергюсон · Великобритания                                                   | Флёр Мурс · Бельгия                                                                       |
| Индивидуальная гонка | Фелисити Уилсон-Хэффенден · Австралия                                           | Изабель Шарп · Германия                                                         | Федерика Вентурелли · Италия                                                              |

## Медальный зачёт
*   Принимающая страна (Великобритания)
| Место           | Страна          | Золото | Серебро | Бронза | Всего |
| --------------- | --------------- | ------ | ------- | ------ | ----- |
| 1               | Бельгия         | 2      | 2       | 2      | 6     |
| 2               | Франция         | 2      | 2       | 0      | 4     |
| 3               | Австралия       | 2      | 1       | 1      | 4     |
| 4               | Нидерланды      | 1      | 2       | 0      | 3     |
| 5               | Германия        | 1      | 1       | 2      | 4     |
| 6               | Италия          | 1      | 1       | 1      | 3     |
| 7               | Дания           | 1      | 0       | 1      | 2     |
| 8               | Венгрия         | 1      | 0       | 0      | 1     |
| 8               | США             | 1      | 0       | 0      | 1     |
| 8               | Швейцария       | 1      | 0       | 0      | 1     |
| 11              | Великобритания* | 0      | 3       | 2      | 5     |
| 12              | Португалия      | 0      | 1       | 0      | 1     |
| 13              | Австрия         | 0      | 0       | 1      | 1     |
| 13              | Норвегия        | 0      | 0       | 1      | 1     |
| 13              | Словакия        | 0      | 0       | 1      | 1     |
| 13              | Словения        | 0      | 0       | 1      | 1     |
| Всего стран: 16 | Всего стран: 16 | 13     | 13      | 13     | 39    |